# Kenet Džon Barvajs
Kenet Džon Barvajs (29. jun 1942 – 5. mart 2000) bio je američki matematičar, filozof i logičar koji je predložio neke osnovne revizije načinu na koji se logika danas razume i koristi.

## Biografija
Rođen u Independensu (Misuri) od roditelja Kenet T. i Evelin Barvajs, Džon je bio prevremeno rođeno dete.
Kao učenik Solomona Fefermana na Stanford univerzitetu, Barvajs je započeo istraživanja u infinitarnoj logici. Nakon položaja asistenta na univerzitetima Jejl i Viskonsin, tokom kojih su se njegovi interesi okrenuli ka prirodnim jezicima, vratio se na Stanford 1983. da upravlja centrom za izučavanje jezika i informacija. Počeo je da predaje na univerzitetu u Indijani 1990. godine. Bio je izabran za saradnika na Američkoj akademiji umetnosti i nauke 1999. godine.
Barvajs je tvrdio da se mnogi problemi u logici mogu eliminisati tako što se eksplicitno govori o kontekstu u kome se kreira pretpostavka, situacija. On je nastojao „da shvati značenje i zaključak u okviru opšte teorije informacija, onaj koji nas vodi van okvira rečenica i odnosa između rečenica bilo kog jezika, prirodnog ili formalnog”. Naročito je tvrdio da takav pristup rešava paradoks lažljivaca. Iskoristio je teorije Petera Aczela da bi razumeo začarani krug rezonovanja.
Barvajs, sa svojim kolegom na Stanfordu, Džonom Ečhemendimom, autor je popularnog logičkog udžbenika Jezik, Dokaz i Logika. Za razliku od Priručnika matematičke logike, koji je bio istraživanje poslednje reči tehnologije o matematičkoj logici i čiji je on bio urednik, ovaj rad je za cilj imao elemntarnu logiku. Tekst je značajan zbog uključivanja domaćih problema pomoću računara, a neki od njih su pružili vizuelan prikaz logičkih problema. Tokom boravka na Stanfordu, takođe je bio prvi upravljač Programa simboličkih sistema, međuodeljenjskog studijskog programa koji se fokusirao na odnose između saznanja, jezika, logike i računanja. Nagrada Džon Barvajs za istaknut program simboličkih sistema dodeljuje se povremeno počev od 2001. godine.